# کاروانسرای باجگاه
کاروانسرای باجگاه مربوط به دوره قاجار است و در شهرستان شیراز، روستای باجگاه واقع شده و این اثر در تاریخ ۱۱ دی ۱۳۸۰ با شمارهٔ ثبت ۴۵۲۹ به‌عنوان یکی از آثار ملی ایران به ثبت رسیده است.